# Bünyamin Balcı
Bünyamin Balcı (* 31. Mai 2000 im Samsun) ist ein türkischer Fußballspieler, der seit 2020 beim Antalyaspor unter Vertrag steht. Außerdem ist er türkischer Nachwuchsnationalspieler.

## Karriere

### Verein
2011 spielte Balcın für den Jugendverein Antalyagücü. Von 2011 bis 2012 war er für den Jugendverein Meydan Gençlikspor tätig. Balcı unterzeichnete am 26. November 2018 seinen ersten Profivertrag bei Antalyaspor. Er spielte am 16. Januar 2020 mit Antalyaspor beim 4:3-Sieg im Türkischen Fußballpokal gegen Göztepe Izmir.

### Nationalmannschaft
Zwischen 2017 und 2019 spielte für die Türkische Futsalnationalmannschaft. 2020 wechselte er in die Türkei U21. Bisher absolvierte er 12 Länderspiele.